# 발터 뫼르스
발터 뫼르스(Walter Moers, 1957년 5월 24일 묀헨글라트바흐 ~ )는 독일의 소설가다. 가상의 대륙 차모니아(Zamonia)에서 벌어지는 주인공들의 모험을 다룬 작품들로 인기를 얻었다. 청년 시절 만화가로 활동했지만 히틀러를 비난한 만화 때문에 독일 우파 세력의 공격을 받았으며 그 이후로 사생활 노출을 꺼린다.캡틴 블루베어의 13과 1/2의 인생이 유럽 전역에서 베스트셀러가 되었다.

## 작품들
- 캡틴 블루베어와 13과 1/2의 인생(Die 13½ Leben des Käpt'n Blaubär, 예전 제목 '푸른곰 선장과 13과 1/2의 삶')
- 꿈꾸는 책들의 도시(Die Stadt der Träumenden Bücher)
- 루모와 어둠 속의 기적(Rumo & Die Wunder im Dunkeln)
- 밤 (Wilde Reise durch die Nacht)
- 엔젤과 크레테(Ensel und Krete)
- 에코와 소름마법사(Der Schrecksenmeister)
- 꿈꾸는 책들의 미궁(Das Labyrinth der Träumenden Bücher, 한국어 출간 제목 [꿈꾸는 책들의 미로])

1. ↑  이런 이유로 독자들 사이에서 '병 따는 소리로 5000여 종의 포도주를 구분한다', '결혼을 4번 해 자식이 열둘이다' 등 여러 소문이 있다.